# Klubi Sportiv Kastrioti 2013-2014
Questa voce raccoglie le informazioni riguardanti il Klubi Sportiv Kastrioti nelle competizioni ufficiali della stagione 2013-2014.

## Rosa
Fonte:
| N. |                                 | Ruolo | Calciatore        |
| -- | ------------------------------- | ----- | ----------------- |
|    | Albania (bandiera)              | P     | Princ Cali        |
|    | Bosnia ed Erzegovina (bandiera) | P     | Mladen Kukrika    |
|    | Nigeria (bandiera)              | D     | Abraham Alechenwu |
|    | Brasile (bandiera)              | D     | Denis da Silva    |

| N. |                    | Ruolo | Calciatore     |
| -- | ------------------ | ----- | -------------- |
|    | Albania (bandiera) | D     | Rigers Hoxha   |
|    | Albania (bandiera) | C     | Beqir Shullazi |
|    | Albania (bandiera) | A     | Ervin Beqiri   |
|    | Albania (bandiera) | A     | Guido Tepshi   |